# Abelares (Betanzos)
Abelares (en gallego y oficialmente, As Abelares) es una aldea española situada en la parroquia de Viñas, del municipio de Betanzos, en la provincia de La Coruña, Galicia.

## Demografía
| Gráfica de evolución demográfica de Abelares entre 2000 y 2018 |
|                                                                |
| Datos según el nomenclátor publicado por el INE.               |